# Deens kenteken

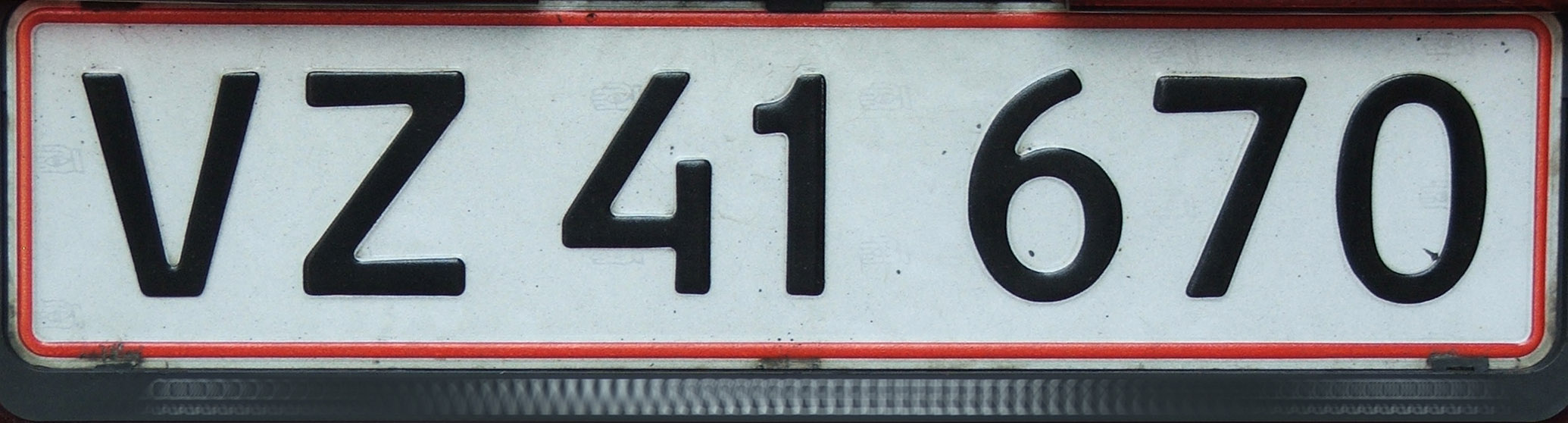

Het Deens kenteken bestaat normaal gezien uit twee letters en vijf cijfers. De zwarte letter- en cijfercombinatie staat in een rood kader op een witte achtergrond. In Denemarken bestaan er geen regionale codes. Men kan de herkomst van een wagen dus niet aflezen van het kenteken. De cijfercombinatie vertelt wel meer over het voertuigtype.
Enkele voorbeelden:
- 10 000-18 999 Motorfietsen
- 20 000-75 999 Auto's
- 76 000-77 999 Diplomatiek korps
- 78 000-97 999 Bestelwagens, bussen en zware vrachtwagens
- 98 000-99 999 Taxi's

Aanvankelijk waren de twee letters altijd DK, kennelijk met de bedoeling dat het kenteken internationaal herkenbaar zou zijn en dat andere landen dat voorbeeld zouden volgen.
Later werden er kentekens met andere letters uitgegeven.
Sinds 12 oktober 2009 worden ook nieuwe kentekens uitgegeven met een blauw balkje links in het kenteken. Op het balkje staat 'DK' zoals 'NL' bij Nederlandse voertuigen staat. Vooral bij nieuwe auto's en auto's met een nieuw kenteken is het blauwe balkje te vinden.

Deens kenteken sinds oktober 2009

## Bijzondere kentekenplaten

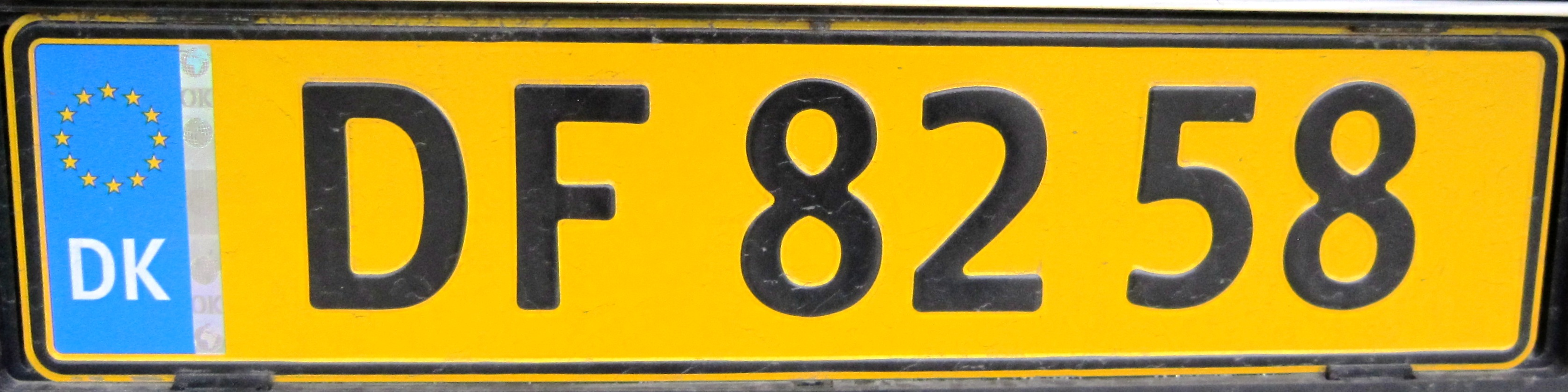
commercieel kenteken

Commerciële kentekens bestaan in Denemarken uit zwarte cijfers en letters op een gele achtergrond. Auto's die zijn uitgerust met dergelijk kenteken mogen ook voor privédoeleinden gebruikt worden indien men een jaarlijkse belasting van ongeveer 5000 kronen betaalt.

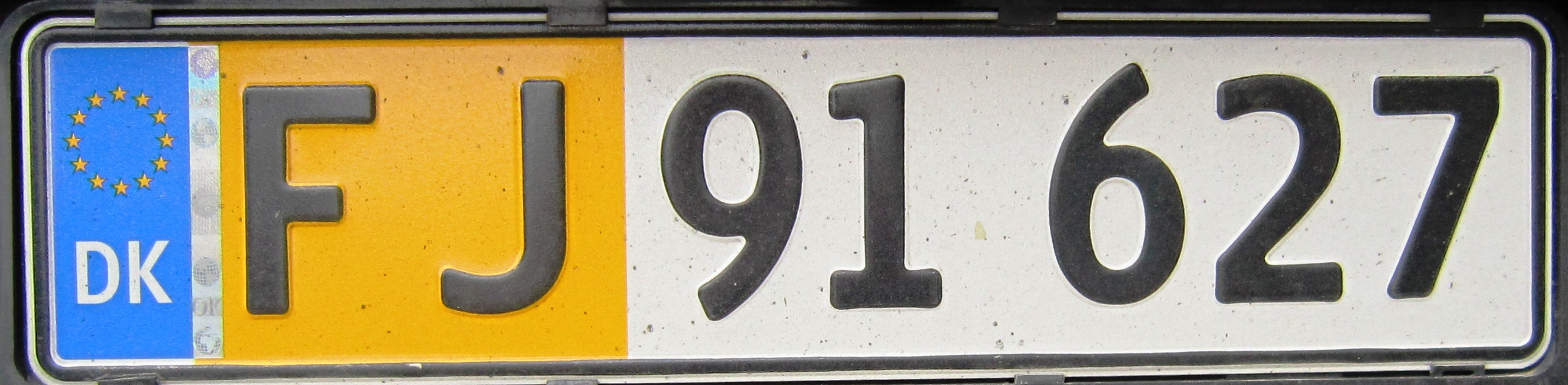
Papegaaienplaat

Sinds 2008 zijn er ook kentekenplaten die half commercieel zijn en half privé, ook wel bekend als Papegøje-plade (papegaaienplaat). Deze platen zijn half geel en half wit.
Kentekens van het diplomatieke korps bestaan uit witte letters en cijfers op een blauwe achtergrond.
Kentekens voor oldtimers bestaan uit witte letters en cijfers op een zwarte achtergrond. Deze kentekens werden in Denemarken gebruikt voor 1976 en zijn te verkrijgen op speciaal verzoek.

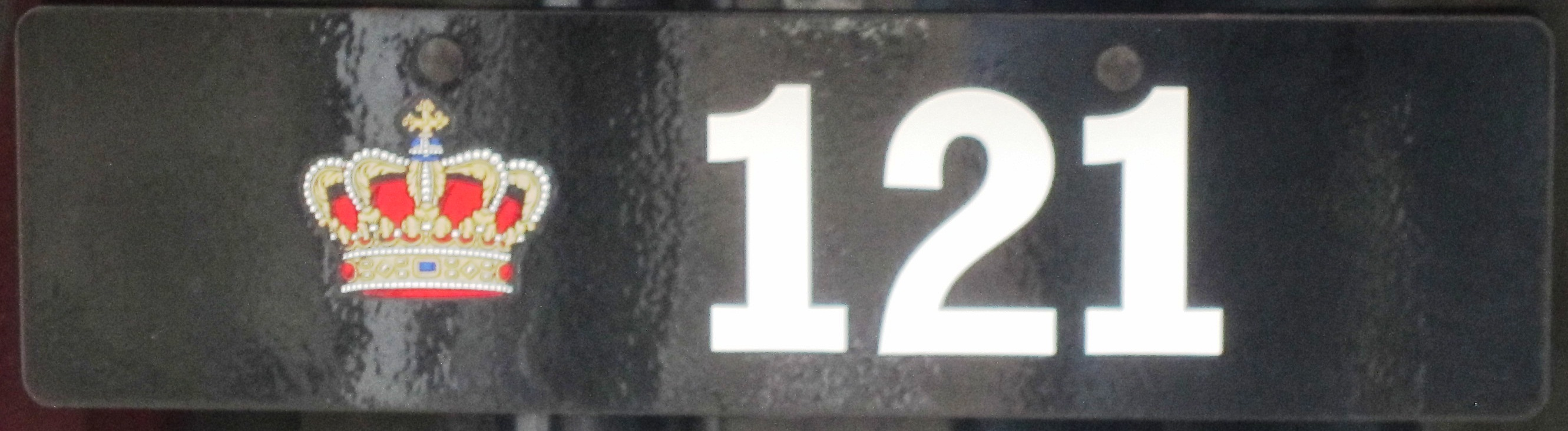
Koninklijk kenteken

De koninklijke familie heeft eigen kentekenplaten. Zwart met een kroon en aantal cijfers in het wit.
Kentekens voor luchthavenvoertuigen bestaan uit witte cijfers en letters op een rode achtergrond. Deze kentekens zijn vrij van belastingen.

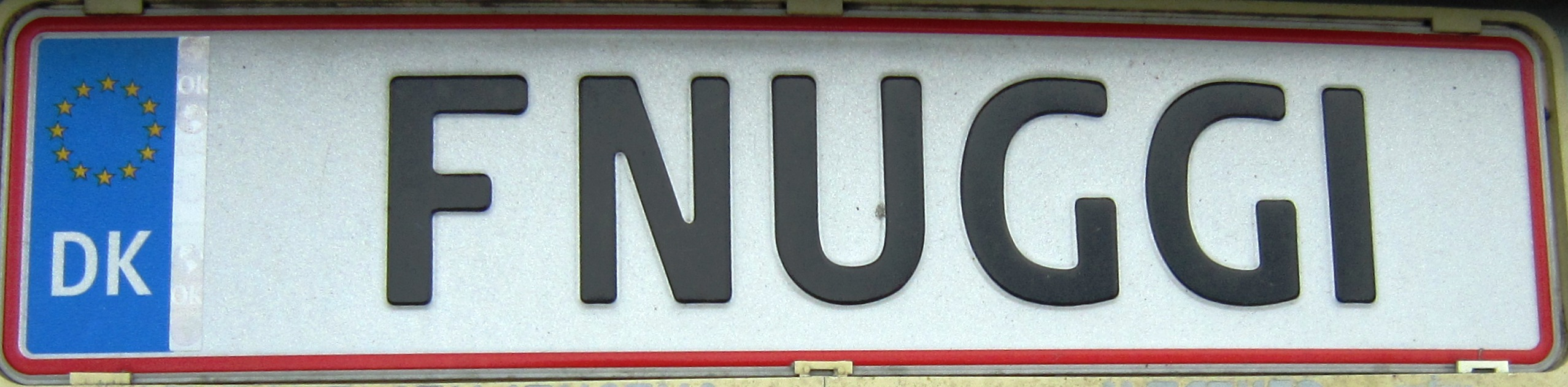
persoonlijk kenteken

In Denemarken kan men ook een persoonlijk kenteken aanvragen met een vrij te kiezen tekst. Een dergelijk kenteken kost 6200 kronen.

## Faeröer

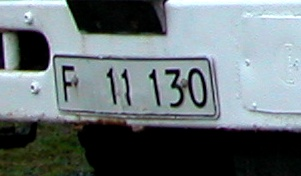
Kenteken van de Faeröer uitgereikt voor 1996.

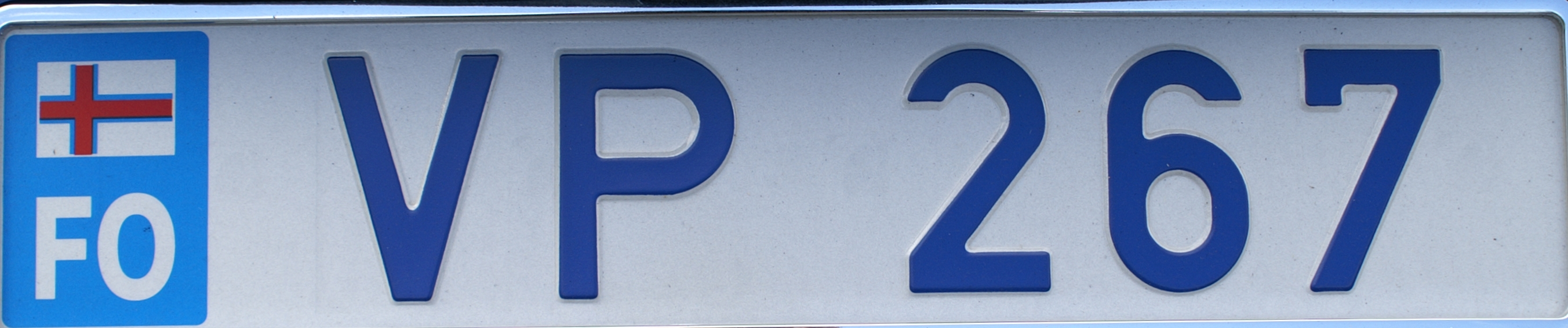
Kenteken van de Faeröer uitgereikt vanaf 1996.

Kentekens op de Faeröer die voor 1996 werden uitgereikt, bestaan uit een zwarte letter F in Deense stijl en zwarte cijfers op een witte achtergrond.
De huidige kentekens die sinds 1996 worden uitgereikt, bestaan uit twee letters en drie cijfers. De letters en cijfers zijn blauw en staan op een witte achtergrond. Aan de linkerkant van het kenteken staat er een blauwe band met de vlag van de Faeröer en de regionale code "FO".

## Groenland

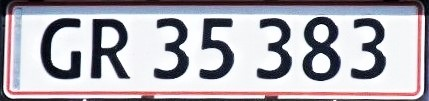
Kenteken van Groenland

Kentekens in Groenland bestaan uit twee zwarte letters "GR" in Deense stijl en enkele cijfers op een witte achtergrond. Aangezien Groenland geen deel uitmaakt van de Europese Unie, vindt men geen verwijzingen naar de EU terug op Groenlandse voertuigen.